# 이지남
이지남(李指南, 1984년 11월 21일 ~ )은 대한민국의 전직 축구 선수이다. 현역 시절 포지션은 수비수, 미드필더,이다.

## 국가대표 경력
2014년 1월 2일 홍명보 감독이 이끄는 국가대표팀의 브라질-미국 전지훈련 최종명단에 포함되었으나, 경기에는 출전하지 못하였다.